# An Giang FC
Der An Giang Footbal Club (vietnamesisch Câu lạc bô Bóng đá An Giang) ist ein vietnamesischer Fußballverein aus An Giang.

## Stadion
Seine Heimspiele trägt der Verein im Long Xuyên Stadium in An Giang aus. Das Stadion hat ein Fassungsvermögen von 15.200 Personen.
Koordinaten: 10° 23′ 13,4″ N, 105° 25′ 55,4″ O

## Saisonplatzierung
| Saison | Liga                     | Platz           | Vietnamese Cup |
| ------ | ------------------------ | --------------- | -------------- |
| 2011   | V.League 2               | 5.              |                |
| 2012   | V.League 2               | 9.              |                |
| 2013   | V.League 2               | 3. ▲            |                |
| 2014   | V.League 1               | 9.              |                |
| 2015   |                          |                 |                |
| 2016   | Vietnamese Second League | 2. (Gruppe B)   |                |
| 2017   | Vietnamese Second League | 5. (Gruppe A)   |                |
| 2018   | Vietnamese Second League | 2. (Gruppe B) ▲ |                |
| 2019   | V.League 2               | 4.              | Achtelfinale   |
| 2020   | V.League 2               | 6.              | Achtelfinale   |
| 2021   | V.League 2               |                 |                |